# Carabine-Mitrailleuse Modèle 1918 "Ribeyrolles"
La Carabine-Mitrailleuse Modèle 1918 (più comunemente nota come Ribeyrolles 1918 dal nome del suo inventore) fu il primo tentativo da parte dei francesi di introdurre un'arma automatica per la fanteria (lo Chauchat è antecedente, ma si rivelò scomodo da trasportare e usare dalla spalla).
Il nome ufficiale era Carabine-mitrailleuse 1918 ma in alcuni testi viene riportata la variante Fusil automatique Ribeyrolles 1918. La curiosità dell'arma consisteva nella presenza di un bipiede (inusuale per un'arma così piccola) e di un attacco per la baionetta già in uso sul Berthier Mle 1907/15.

## Storia e tecnica
Camerata per il proiettile sperimentale 8×35 mm Ribeyrolles (ottenuto riducendo il diametro del bossolo del .351 Winchester Self Loading a 8 mm e usando l'ogiva della munizione 8 mm Lebel AP), l'arma era azionata a gas e alimentata da un caricatore curvo (che sarà poi tipico dei fucili d'assalto a partire dallo StG 44 tedesco) da 25 colpi. Altre fonti riportano come munizione la 8 × 32 mm SR.
La presentazione dell'arma ebbe luogo al campo di tiro di Versailles il 6 luglio 1918 ma i primi veri test furono condotti tra il 20 luglio e il 18 agosto 1921 (quindi ben oltre la fine del conflitto) al Camp del Châlons. I test non diedero i risultati sperati: il funzionamento dell'arma era troppo irregolare, con frequenti malfunzionamenti, e la balistica delle munizioni si rivelò molto inferiore a quanto dichiarato, con una totale inefficacia oltre i 350-400 metri.
L'arma presentava un selettore di fuoco sul lato destro della calciatura, appena sopra il grilletto. Spostandolo avanti si sparava in automatico, indietro in semiautomatico. Per la sicura, invece, bastava spostare verso l'alto il selettore.